# Breitenbrunn am Neusiedler See
Breitenbrunn am Neusiedler See (węg. Fertőszéleskút, burg.-chor. Patipron) – gmina targowa (Marktgemeinde) w Austrii, w kraju związkowym Burgenland, w powiecie Eisenstadt-Umgebung. Według Austriackiego Urzędu Statystycznego liczyła 1,92 tys. mieszkańców (1 stycznia 2014).